# Monardia caucasica
Monardia caucasica är en tvåvingeart som beskrevs av Boris Mamaev 1963. Monardia caucasica ingår i släktet Monardia och familjen gallmyggor. Inga underarter finns listade i Catalogue of Life.